# 松室致
松室 致（まつむろ いたす、嘉永5年1月2日（1852年1月22日） - 昭和6年（1931年）2月16日）は、日本の司法官僚、政治家、教育者。位階勲等は正二位勲一等旭日桐花大綬章。検事総長、司法大臣、貴族院勅選議員、枢密顧問官を歴任した。法政大学学長（1913年 - 1931年）。

## 生涯
小倉藩士松室晨吾の長男として生まれる。
司法省法学校に入学し、1884年に法律学士の学位を得る（同期には梅謙次郎がいた）。判事・検事の経歴を積み1906年に検事総長に就任。検事総長在任中には、日糖疑獄から発覚した内外石油疑獄では、東京地方裁判所検事局検事正 小林芳郎らの抵抗も空しく、桂太郎総理の鶴の一声で、松室致検事総長、平沼騏一郎司法省刑事局長以下、本件捜査を見合わせることで終幕した。さらに、幸徳事件の捜査を指揮した。
1912年に第3次桂内閣で司法大臣となった。
1910年に法政大学総理の梅が急逝すると後任人事をめぐって混乱が起こるが、1913年に推されて学長に就任。専門学校令によって設立されていた大学を大学令に準拠した大学へ転換させることに奔走すると共に、教授陣の充実を図る。殊に法文学部・予科については野上豊一郎に、経済学部については高木友三郎に、それぞれ一任してリベラル色の濃い特色を形作ることになった。
その後寺内内閣でも司法相を務めた後、貴族院議員・枢密顧問官を歴任。田中義一内閣で治安維持法に死刑・無期懲役が追加されようとした時には、かつての部下だった平沼やその系統に連なる原嘉道が改正推進に動く一方、枢密院で強硬に反対した。
1931年2月16日に枢密院での会議中に脳溢血で死去するまで、法政大学の学長を18年間務め、松室が北軽井沢の広大な土地を大学関係者に分譲して1928年に開いた「法政大学村」は、後に「北軽井沢大学村」となって今に受け継がれている。

## 栄典
位階
- 1886年（明治19年）12月27日 - 従七位[8]
- 1892年（明治25年）2月27日 - 正七位 [8]
- 1893年（明治26年）2月10日 - 従六位[8][9]
- 1896年（明治29年）7月30日 - 正六位[8][10]
- 1898年（明治31年）8月4日 - 正五位[8]
- 1903年（明治36年）4月10日 - 従四位[8]
- 1908年（明治41年）4月20日 - 正四位[8][11]
- 1912年（大正元年）12月28日 - 従三位[8][12]
- 1913年（大正2年）2月28日 - 正三位[8][13]
- 1927年（昭和2年）2月15日 - 従二位[8][14]
- 1931年（昭和6年）2月16日 – 正二位[8]

勲章等
- 1897年（明治30年）12月28日 - 勲六等瑞宝章[8][15]
- 1899年（明治32年）6月20日 - 勲五等瑞宝章[8]
- 1900年（明治33年）12月20日 - 勲四等瑞宝章[8][16]
- 1903年（明治36年）12月26日 - 勲三等瑞宝章[8][17]
- 1906年（明治39年）4月1日 - 勲二等旭日重光章[18]・明治三十七八年従軍記章[8]
- 1913年（大正2年）12月27日 - 金杯一個[8]
- 1915年（大正4年）
  - 9月29日 - 勲一等瑞宝章[8]
  - 11月10日 - 大礼記念章（大正）[8][19]
- 1919年（大正8年）9月29日 - 旭日大綬章[8]
- 1928年（昭和3年）
  - 4月21日 - 金杯一個[8]
  - 11月10日 - 大礼記念章（昭和）[8]
- 1931年（昭和6年）2月16日 - 旭日桐花大綬章[8]・帝都復興記念章[8][20]

外国勲章
- 1929年（昭和4年）2月3日 - フランス：レジオンドヌール勲章グラントフィシエ

## 著書
- 『仏国民法証拠法講義』中央法学会　1887
- 『仏国訴訟法講義』中央法学会　1888
- 『仏国貸借法講義』中央法学会　1888
- 『仏国民法保証法講義』中央法学会　1888
- 『日本刑法. 総則之部』東京専門学校　1893
- 『仏国民法賃貸法』和仏法律学校　1894
- 『刑法』東京専門学校　1895
- 『民法証拠編講義』和仏法律学校　1895
- 『刑事訴訟法講義』木下哲三郎共著　明治法律学校　1898
- 『改正刑事訴訟法論』有斐閣、1899
- 『刑事訴訟法講義』和仏法律学校　1899
- 『刑事訴訟法 漢文』法政大学　1907

## 翻訳
- ボードリ・ラカンチヌリ『民法正解 財産編』法書院　1887